# Heinrich Gotthold Arnold

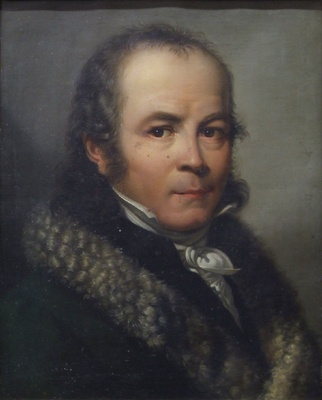
Selbstporträt Heinrich Gotthold Arnold (um 1830)

Heinrich Gotthold Arnold (* 4. März 1785 in Lomnitz; † 3. Mai 1854 in Dresden) war ein deutscher Zeichner, Maler und Grafiker.

## Leben
Heinrich Gotthold Arnold, Sohn des Lomnitzer Pfarrherrn Christian Gottlieb Arnold, erlernte um 1800 in Dresden zunächst als Schüler von Christian Gottfried Schulze die Technik des Kupferstichs und wechselte 1803 zur Malerei bei Johann David Schubert an der Königlichen Kunstakademie Dresden. Als Bildnismaler in Öl und Miniatur unternahm er mehrere Reisen durch Sachsen. 1812 ging er mit seiner Familie von Dresden, wo er auch Unterricht im Malen und Zeichnen gab, nach Chemnitz, kehrte aber wieder nach Dresden zurück. Er wurde selbst Professor – Lehrer der 1. Malklasse – an der Dresdener Kunstakademie und Zeichenmeister an der Kunstschule in Meißen. Einer seiner Schüler war Meno Mühlig.
Neben zahlreichen Kopien, u. a. nach Werken von Tizian und Guido Reni in der Galerie Alter Meister in Dresden, schuf er figürliche Szenen, Bildnisse und Altargemälde für Kirchen in Sachsen und Polen, darunter 1842 einen Christus mit Aposteln für die 1841 wieder errichtete Dorfkirche seines Heimatortes. Mit seinen Arbeiten beschickte er regelmäßig die Ausstellungen der Dresdener Akademie, so 1802 bis 1804 Kopien als Zeichnungen, 1805 zwei Zeichnungen – Akt nach der Natur und Cato in Utika, dem ein Kind den Degen bringt, 1806: Cato, welchen Sohn und Freund um die Erhaltung seines Lebens bitten, sowie mehrere Blätter in schwarzer Kreide aus dem Leben Catos als Vorbereitung weiterer Gemälde. Danach stellte er nur noch Ölgemälde aus: Kopien, Bildnisse „nach der Natur“ und eigene Kompositionen.
Sein Selbstporträt befindet sich in der Galerie Neue Meister der Staatlichen Kunstsammlungen Dresden.
Eine Tochter Arnolds heiratete den Zeichner Richard Püttner.

## Werke (Auswahl)
- Hygiea, die die Schlange des Äskulap füttert, 1808
- Die Jugend, welche von einem Greis auf die Vergänglichkeit der Zeit aufmerksam gemacht wird, ausgestellt: Akademische Kunstausstellung Dresden 1819[5]
- Familienbeschäftigungen, ausgestellt: Akademische Kunstausstellung Dresden 1829[6]
- Die kleine Näherin; hiernach Stich von Carl Heinrich Beichling für die Bilderchronik des Sächsischen Kunstvereins, 1829
- Die kleine Strickerin; Ankauf des Sächsischen Kunstvereins. Hiernach Stich von Carl Heinrich Beichling für die Bilderchronik des Sächsischen Kunstvereins, 1829
- Die kleine Leserin; hiernach Stich von Pfau für die Bilderchronik des Sächsischen Kunstvereins, 1829
- Die Kalenderleserin; hiernach Stich von Pötschke für die Bilderchronik des Sächsischen Kunstvereins, 1833
- Der Abschied des Soldaten, ausgestellt: Akademische Kunstausstellung Dresden 1835
- Ein lesendes Mütterchen, ausgestellt: Akademische Kunstausstellung Dresden 1839

### Bildnisse
- Bildnis Senator Freiberger, 1812: Kunstsammlungen Chemnitz
- Selbstbildnis, Brustbild nach rechts, das Gesicht dem Betrachter zugewandt, um 1830; Dresden, Galerie Neuer Meister, Ankauf 1874
- Bildnis des Ritters Spontini, ausgestellt: Tiedge-Stiftung, Dresden 1842
- Bildnis, Kopie nach Anton Graff, Ölgemälde
- Bildnis Carl August Böttiger, Zeichnung
- Bildnis Major v. Olsufieff, ausgestellt: Dresdner Kunstausstellung 1842, Verbleib unbekannt[7]

### Altar- und Heiligenbilder
- Christus am Kreuz / St. Rochus in der Wüste, Altargemälde, ausgestellt: Akademische Kunstausstellung Dresden 1820[8]
- Die Marter des Hl.Bartholomäus, Altarblatt, 1821
- Maria Rosaria, Altargemälde für eine Kirche in Polen, 1823[9]
- Betende Constantia / Hl. Augustina, Altargemälde, 1823
- Christus die Kinder segnend, 1832: Freiberg in Sachsen, Petri-Kirche
- Christus erscheint seinen Jüngern, einschließlich des Thomas, verso bez.: „Vom Professor Arnold erhalten von der Witwe im Juni 1857. Entwurf für die Kirche zu Lomnitz“. Geschenk des Pfarrers Ziller. Sacka, Kirche.[10]
- Christus  erscheint seinen Jüngern, einschließlich des Thomas, Altargemälde für die Kirche in Lomnitz, 1842[11] Öl/Lwd., bez. rechts: Hein. Arnold / Prof. pinx. 1842.[12]